# Eddie Mabo
Eddie Koiki Mabo, ursprünglich Edward Koiki Sambo, (* 29. Juni 1936 auf Murray Island (Mer) im Archipel der Torres Strait Islands; † 21. Januar 1992 in Brisbane, Queensland in Australien) war ein Torres-Strait-Insulaner, der in der australischen Geschichte durch seinen Einsatz für die Landrechte der indigenen Bevölkerung, bestehend aus Aborigines und Torres-Strait-Insulanern, berühmt wurde. Er erreichte, dass der High Court of Australia den Rechtsbegriff Terra Nullius (Niemandsland) für Australien für nichtig erklärte, der den australischen Rechtsanspruch auf Land jahrhundertelang bestimmte. Das von Mabo erkämpfte Rechtsurteil (Mabo v. Queensland (No. 2)) aus dem Jahre 1992 beeinflusste die Entwicklung des Rechtsverständnisses und das Selbstverständnis der indigenen Bevölkerung Australiens in besonderer Weise, denn es begründete einen grundsätzlichen Rechtsanspruch der Torres-Strait-Insulaner und der Aborigines auf ihr traditionelles Land, das sie teilweise zurückerhielten. Das Urteil betrifft die lediglich 4,1 km² große Hauptinsel Mer, die einzige bewohnte Insel aus der Gruppe der Murray-Inseln.

## Leben
Sein Geburtsort liegt auf der Hauptinsel Mer der Murray-Inseln in der Torres-Straße  zwischen Australien und Papua-Neuguinea. Eddie Mabo gehörte zu den Meriam und seine Eltern zum Piadaram Clan. Sein Vater, Robert Zezou Sambo war mit Annie Mabo verheiratet, die im Kindesalter von Eddie Mabo starb. Mabo, dessen ursprünglicher Name Edward Koiki Sambo lautete, wechselte diesen, als er nach dem Tode der Mutter von seinem Onkel Benny Mabo und seiner Tante Maiga adoptiert wurde. 1959 heiratete er Bonita Neehow, mit der er zehn Kinder bekam.
1967 begann er seine Arbeit als Gärtner bei der James Cook University. Danach war er Schuldirektor der Black Community School, die 1973 für Kinder der Torres-Strait-Insulaner und Aborigines eingerichtet wurde. Diese Schule wurde 1983 geschlossen, und ab 1981 setzte er sich für die Landrechte der indigenen Bevölkerung ein.
Seine Hobbys waren Malerei und Bootsfahren. Er starb am 21. Januar 1992 im Alter von 55 Jahren an Krebs.

## Universität
Eddie Mabo hatte eine Reihe von Jobs, bevor er im Alter von 31 Jahren Gärtner auf der James Cook University in Townsville in Queensland wurde. Die Zeit, die er auf dem Campus verbrachte, beeinflusste sein späteres Leben stark. 1974 hatte er eine heftige Diskussion mit Professor Noel Loos und Henry Reynolds, einem Historiker, der die Reaktion von Eddie Mabo wie folgt wiedergibt:

...we were having lunch one day in Reynold’s office when Koiki was just speaking about his land back on Mer, or Murray Island. Henry and I realised that in his mind he thought he owned that land, so we sort of glanced at each other, and then had the difficult responsibility of telling him that he didn't own that land, and that it was Crown land. Koiki was surprised, shocked and even...he said and I remember him saying 'No way, it’s not theirs, it’s ours'.

(Deutsch: … eines Tages nahmen wir Lunch im Büro von Reynold ein, als Koiki über sein Land „Mer“ oder Murray Island sprach. Henry und ich begriffen, dass er sich und seinen Stamm für den Landeigentümer hielt, und so blickten wir uns gegenseitig an und erklärten ihm dann, dass nicht er der Landeigentümer sei, sondern dass es das Land der Krone sei. Koiki war überrascht, erschüttert sogar… er sagte, und ich erinnere mich, ihn sagen zu hören: 'Keinesfalls, es ist nicht ihres, es ist unseres.')

## Landrechte
1981 wurde eine Landrechtskonferenz an der James Cook University abgehalten, und während des Empfangs brachte Eddie Mabo in seiner Rede deutlich den Anspruch auf Eigentum von Land und auf das Erbe dieses Insellandes zum Ausdruck. Der Stellenwert seiner Rechtsauffassung wurde von anderen Teilnehmern angezweifelt, sie nahmen an, dass er ein Rechtsanwalt sei, der einen Test zum Erhalt von Landrechten im australischen Rechtssystem anstrebe.
Als die Entscheidung bekannt wurde, sagte Henry Reynolds: „...it was a ten year battle and it was a remarkable saga really.“ (deutsch: ...es war ein zehn Jahre andauernder Kampf, und es ist wirklich eine bemerkenswerte Geschichte).

## Tod und Erbe
Eddie Koiki Mabo starb am 21. Januar 1992 und wurde auf dem Townsville Cemetery begraben. Fünf Monate nach seinem Tod gab der High Court seine historische Entscheidung zur Aufhebung des Rechtsbegriffs von Terra Nullius (Niemandsland) und dass es keinen Rechtsanspruch auf Land durch Briten auf den australischen Kontinent gibt. Henry Reynolds führte hierzu aus: „...so Justice Moynihan’s decision that Mabo wasn't the rightful heir was irrelevant because the decision that came out was that native title existed and it was up to the Aboriginal or Islander people to determine who owned what land“ (deutsch: … die Entscheidung von Richter Moynihan, dass Mabo kein berechtigter Erbe war, ist unbedeutend, aber die Entscheidung, die dabei herauskam, bedeutete, dass ein Native Title existierte und dass es Sache der Aborigines oder der Insulaner war zu bestimmen, wem dieses Land „gehörte“).'
Diese Entscheidung wird nun in Australien allgemein Mabo v. Queensland (No. 2) (1992) genannt, sie erkennt den Rechtsanspruch der Aborigines und Torres-Strait-Insulaner auf ihr traditionelles Land an. Seit dem dritten Todestag von Mabo versammelt sich die Bevölkerung von Murray Island jährlich zu seinem Gedenken in Townsville in Queensland.
In der Versammlung von 1995 wurde das Ende der Trauerperiode zelebriert, das Holzkreuz seines Grabes wurde durch einen Marmorgrabstein ersetzt. In der darauffolgenden Nacht wurde sein Grab geschändet, mit acht roten Hakenkreuzen und einem rassistischen Schimpfwort verunstaltet, und ein Flachrelief aus Bronze, das ihn porträtierte, verschwand. Die Familie brachte danach seinen Leichnam nach Mer (Murray Island) und bestattete ihn dort, in dem Land, das er liebte und für das er hart gekämpft hatte. In derselben Nacht hielten die Insulaner ihre traditionelle Zeremonie einer Beerdigung eines Stammesführers ab, ein Ritual, das seit 80 Jahren nicht mehr praktiziert worden war.
1992 wurde Eddie Mabo posthum mit der Human Rights Medal von der Human Rights and Equal Opportunity Commission Awards, zusammen mit Rev Dave Passi, Sam Passi, James Rice, Celuia Mapo Salee und Barbara Hocking ausgezeichnet. Die Auszeichnung war die Anerkennung „of their long and determined battle to gain justice for their people“ [and the] „work over many years to gain legal recognition for indigenous people’s rights“. (deutsch: für ihren entschiedenen Kampf für die Rechte ihres Volkes [und für die] Arbeit über viele Jahre zur Legalisierung der Rechte der Aborigines).
Zum Australia Day 1993 würdigte die Zeitung The Australian seine Arbeit, indem sie ihn für 1992 zum Australier des Jahres wählte; diese Auszeichnung ist nicht zu verwechseln mit dem offiziellen Auszeichnung Australian of the Year der australischen Regierung.
Am 21. Mai 2008 benannte die James Cook University ihre
Townsville Campus Library (Bibliothek) in die Eddie Koiki Mabo Library um, wo er ursprünglich als Gärtner arbeitete.
Auf Antrag Australiens nahm die UNESCO 2001 unter dem Eintrag „The Mabo Case Documents“ persönliche Papiere von Eddie Mabo und andere Dokumente zum Fall in die Liste des Weltdokumentenerbes auf.